# Spartanburg County
Spartanburg County är ett administrativt område i delstaten South Carolina, USA. År 2010 hade countyt 284 307 invånare. Den administrativa huvudorten (county seat) är Spartanburg.

## Geografi
Enligt United States Census Bureau så har countyt en total area på 2 121 km². 2 100 km² av den arean är land och 21 km² är vatten.

### Angränsande countyn
- Rutherford County, North Carolina - nord
- Cherokee County, South Carolina - öst
- Union County, South Carolina - sydöst
- Laurens County, South Carolina - syd
- Greenville County, South Carolina - väst
- Polk County, North Carolina - nordväst